# Psittacanthus pangui
Psittacanthus pangui är en tvåhjärtbladig växtart som beskrevs av J. Kuijt. Psittacanthus pangui ingår i släktet Psittacanthus och familjen Loranthaceae. Inga underarter finns listade i Catalogue of Life.